# Hemipilia
Hemipilia é um género botânico pertencente à família das orquídeas (Orchidaceae).

## Espécies
1. Hemipilia calophylla C.S.P.Parish & Rchb.f., J. Bot. 12: 197 (1874).
2. Hemipilia cordifolia Lindl., Gen. Sp. Orchid. Pl.: 296 (1835).
3. Hemipilia crassicalcarata S.S.Chien, Contr. Biol. Lab. Sci. Soc. China, Bot. Ser. 6: 80 (1931).
4. Hemipilia discolor Aver. & Averyanova, Komarovia 4: 21 (2006).
5. Hemipilia flabellata Bureau & Franch., J. Bot. (Morot) 5: 152 (1891).
6. Hemipilia forrestii Rolfe, Notes Roy. Bot. Gard. Edinburgh 8: 27 (1913).
7. Hemipilia henryi Rolfe, Bull. Misc. Inform. Kew 1896: 203 (1896).
8. Hemipilia kwangsiensis Tang & F.T.Wang ex K.Y.Lang, Guihaia 18: 7 (1998).
9. Hemipilia limprichtii Schltr., Repert. Spec. Nov. Regni Veg. Beih. 12: 331 (1922).
10. Hemipilia yunnanensis Schltr., Repert. Spec. Nov. Regni Veg. 9: 22 (1910).